# NGC 830
NGC 830 (другие обозначения — MCG -1-6-50, MK 1020, PGC 8201) — линзовидная галактика в созвездии Кит. Открыта Генрихом Луи Д'Арре в 1865 году. Описание Дрейера: «довольно тусклый, очень маленький объект круглой формы, второй из трёх», причём под другими двумя объектами подразумеваются NGC 829 и NGC 842.
Этот объект входит в число перечисленных в оригинальной редакции «Нового общего каталога».
Галактика NGC 830 входит в состав группы галактик NGC 788. Помимо NGC 830 в группу также входят NGC 788, NGC 829, NGC 842 и IC 183.